# Gran Premio d'Ungheria 1999
Il Gran Premio d'Ungheria 1999 è stato un Gran Premio di Formula 1 disputato il 15 agosto 1999 sullo Hungaroring di Budapest. La gara è stata vinta da Mika Häkkinen, su McLaren; secondo e terzo sono giunti rispettivamente David Coulthard ed Eddie Irvine.

## Qualifiche
Dopo un duello piuttosto serrato con Irvine, Häkkinen conquista la nona pole position stagionale, con un vantaggio di poco più di un decimo sul rivale. Terzo è Coulthard, che precede Fisichella, Frentzen, Hill, Wurz, Barrichello, Villeneuve e Herbert. In difficoltà le Williams, con Zanardi e Ralf Schumacher solo quindicesimo e sedicesimo; disastrosa la prestazione di Salo che, dopo l'ottima gara in Germania due settimane prima, si qualifica addirittura diciottesimo, davanti solo alle due Minardi e alle due Arrows. Alesi riesce a prendere parte alla sessione nonostante un violento incidente occorsogli nella mattinata, causato dalla Arrows di Takagi, che lo rende dolorante ad una gamba.

### Classifica
| Pos | No | Pilota                | Costruttore          | Tempo    | Distacco |
| --- | -- | --------------------- | -------------------- | -------- | -------- |
| 1   | 1  | Mika Häkkinen         | McLaren - Mercedes   | 1:18.156 |          |
| 2   | 4  | Eddie Irvine          | Ferrari              | 1:18.263 | +0.107   |
| 3   | 2  | David Coulthard       | McLaren - Mercedes   | 1:18.384 | +0.228   |
| 4   | 9  | Giancarlo Fisichella  | Benetton - Playlife  | 1:18.515 | +0.359   |
| 5   | 8  | Heinz-Harald Frentzen | Jordan - Mugen-Honda | 1:18.664 | +0.508   |
| 6   | 7  | Damon Hill            | Jordan - Mugen-Honda | 1:18.667 | +0.511   |
| 7   | 10 | Alexander Wurz        | Benetton - Playlife  | 1:18.733 | +0.577   |
| 8   | 16 | Rubens Barrichello    | Stewart - Ford       | 1:19.095 | +0.939   |
| 9   | 22 | Jacques Villeneuve    | BAR - Supertec       | 1:19.127 | +0.971   |
| 10  | 17 | Johnny Herbert        | Stewart - Ford       | 1:19.389 | +1.233   |
| 11  | 11 | Jean Alesi            | Sauber - Petronas    | 1:19.390 | +1.234   |
| 12  | 12 | Pedro Diniz           | Sauber - Petronas    | 1:19.782 | +1.626   |
| 13  | 19 | Jarno Trulli          | Prost - Peugeot      | 1:19.788 | +1.632   |
| 14  | 18 | Olivier Panis         | Prost - Peugeot      | 1:19.841 | +1.685   |
| 15  | 5  | Alessandro Zanardi    | Williams - Supertec  | 1:19.924 | +1.768   |
| 16  | 6  | Ralf Schumacher       | Williams - Supertec  | 1:19.945 | +1.789   |
| 17  | 23 | Ricardo Zonta         | BAR - Supertec       | 1:20.060 | +1.904   |
| 18  | 3  | Mika Salo             | Ferrari              | 1:20.369 | +2.213   |
| 19  | 20 | Luca Badoer           | Minardi - Ford       | 1:20.961 | +2.805   |
| 20  | 14 | Pedro de la Rosa      | Arrows               | 1:21.328 | +3.172   |
| 21  | 15 | Toranosuke Takagi     | Arrows               | 1:21.675 | +3.519   |
| 22  | 21 | Marc Gené             | Minardi - Ford       | 1:21.867 | +3.711   |

## Gara
Al via scattano bene Häkkinen e Irvine, che mantengono il primo ed il secondo posto; parte invece male Coulthard, che perde due posizioni a favore di Fisichella e Frentzen. Già dai primi giri Häkkinen tiene un passo inavvicinabile per Irvine, il cui rendimento è piuttosto incostante; alle spalle dei due contendenti al titolo, Fisichella tiene dietro senza particolari problemi Frentzen e Coulthard. La prima serie di rifornimenti è aperta proprio dal pilota della Benetton; dopo che tutti i piloti di testa hanno effettuato il proprio pit stop, Häkkinen riguadagna la testa della corsa, davanti a Irvine, Coulthard, Fisichella, Frentzen e Hill.
La situazione rimane invariata fino alla seconda serie di soste, durante la quale Häkkinen conserva senza problemi la prima posizione; Coulthard e Irvine, staccati ormai di pochi decimi di secondo, rientrano contemporaneamente ai box, con il pilota della Ferrari che riesce a mantenere la posizione, difendendosi dall'attacco dello scozzese. Più indietro, Fisichella, che occupava il quarto posto, è costretto al ritiro per un problema alla pompa della benzina; Barrichello, partito con una strategia su una sola sosta, sopravanza Hill, portandosi al quinto posto. Negli ultimi giri Coulthard mette sotto pressione Irvine; nel corso del 63º passaggio il nordirlandese, la cui Ferrari è afflitta da problemi al differenziale già dalle prime tornate, commette un errore alla quinta curva del tracciato, facendo così passare Coulthard. Non ci sono altre variazioni e Häkkinen coglie la quarta vittoria stagionale davanti a Coulthard, Irvine, Frentzen, Barrichello e Hill; Salo, in difficoltà dal primo giorno di prove, conclude dodicesimo, distanziato di ben due giri. 

### Classifica
| Pos | N  | Pilota                | Costruttore/Motore   | Giri | Tempo/Ritiro      | Griglia | Punti |
| --- | -- | --------------------- | -------------------- | ---- | ----------------- | ------- | ----- |
| 1   | 1  | Mika Häkkinen         | McLaren - Mercedes   | 77   | 1:46:23.536       | 1       | 10    |
| 2   | 2  | David Coulthard       | McLaren - Mercedes   | 77   | +9.706            | 3       | 6     |
| 3   | 4  | Eddie Irvine          | Ferrari              | 77   | +27.228           | 2       | 4     |
| 4   | 8  | Heinz-Harald Frentzen | Jordan - Mugen-Honda | 77   | +31.815           | 5       | 3     |
| 5   | 16 | Rubens Barrichello    | Stewart - Ford       | 77   | +43.808           | 8       | 2     |
| 6   | 7  | Damon Hill            | Jordan - Mugen-Honda | 77   | +55.726           | 6       | 1     |
| 7   | 10 | Alexander Wurz        | Benetton - Playlife  | 77   | +1:01.012         | 7       |       |
| 8   | 19 | Jarno Trulli          | Prost - Peugeot      | 76   | +1 giro           | 13      |       |
| 9   | 6  | Ralf Schumacher       | Williams - Supertec  | 76   | +1 giro           | 16      |       |
| 10  | 18 | Olivier Panis         | Prost - Peugeot      | 76   | +1 giro           | 14      |       |
| 11  | 17 | Johnny Herbert        | Stewart - Ford       | 76   | +1 giro           | 10      |       |
| 12  | 3  | Mika Salo             | Ferrari              | 75   | +2 giri           | 18      |       |
| 13  | 23 | Ricardo Zonta         | BAR - Supertec       | 75   | +2 giri           | 17      |       |
| 14  | 20 | Luca Badoer           | Minardi - Ford       | 75   | +2 giri           | 19      |       |
| 15  | 14 | Pedro de la Rosa      | Arrows               | 75   | +2 giri           | 20      |       |
| 16  | 11 | Jean Alesi            | Sauber - Petronas    | 74   | Pressione benzina | 11      |       |
| 17  | 21 | Marc Gené             | Minardi - Ford       | 74   | +3 giri           | 22      |       |
| Rit | 22 | Jacques Villeneuve    | BAR - Supertec       | 60   | Frizione          | 9       |       |
| Rit | 9  | Giancarlo Fisichella  | Benetton - Playlife  | 52   | Motore            | 4       |       |
| Rit | 15 | Toranosuke Takagi     | Arrows               | 26   | Trasmissione      | 21      |       |
| Rit | 12 | Pedro Diniz           | Sauber - Petronas    | 19   | Testacoda         | 12      |       |
| Rit | 5  | Alessandro Zanardi    | Williams - Supertec  | 10   | Differenziale     | 15      |       |

## Classifiche

### Piloti
| Pos. | Pilota                | Punti |
| ---- | --------------------- | ----- |
| 1    | Eddie Irvine          | 56    |
| 2    | Mika Häkkinen         | 54    |
| 3    | David Coulthard       | 36    |
| 3    | Heinz-Harald Frentzen | 36    |
| 5    | Michael Schumacher    | 32    |
| 6    | Ralf Schumacher       | 22    |
| 7    | Giancarlo Fisichella  | 13    |
| 8    | Rubens Barrichello    | 12    |
| 9    | Mika Salo             | 6     |
| 9    | Damon Hill            | 6     |
| 11   | Alexander Wurz        | 3     |
| 11   | Pedro Diniz           | 3     |
| 13   | Johnny Herbert        | 2     |
| 13   | Olivier Panis         | 2     |
| 15   | Pedro de la Rosa      | 1     |
| 15   | Jean Alesi            | 1     |
| 15   | Jarno Trulli          | 1     |

### Costruttori
| Pos. | Team                 | Punti |
| ---- | -------------------- | ----- |
| 1    | Ferrari              | 94    |
| 2    | McLaren - Mercedes   | 90    |
| 3    | Jordan - Mugen-Honda | 42    |
| 4    | Williams - Supertec  | 22    |
| 5    | Benetton - Playlife  | 16    |
| 6    | Stewart - Ford       | 14    |
| 7    | Sauber - Petronas    | 4     |
| 8    | Prost - Peugeot      | 3     |
| 9    | Arrows               | 1     |